# Lusignan Szibilla örmény királyné
Lusignan Szibilla (1198 – 1225 után), örményül: Սիպիլ/Սիբիլ Լուսինյան, franciául: Sybille de Lusignan, görögül: Σιβύλλα των Λουζινιάν, jeruzsálemi és ciprusi királyi hercegnő. Nevét anyai nagynénje, Szibilla jeruzsálemi királynő után kaphatta. Örményország második királynéja Kilikiában (Kis-Örményországban). A Szentföldön és a Ciprusi Királyságban uralkodó Lusignan-ház tagja. Anyja révén I. (Montferrati) Mária jeruzsálemi királynőnek, apja révén pedig I. (Lusignan) Hugó ciprusi királynak a féltestvére. II. András magyar király harmadfokú unokatestvére volt.

## Élete
Imre ciprusi és jeruzsálemi király, valamint I. Izabella jeruzsálemi királynő leánya. 1210. január 28-án vagy 1211. január 27-én feleségül ment I. Leó örmény királyhoz, akinek Szibilla a második felesége volt. A férje első házasságából már született egy leány, Stefánia hercegnő, aki Brienne-i János jeruzsálemi király és régens második felesége lett, így az örmény király a szomszéd államokkal való szoros kapcsolatok mellett az új házasság révén egy fiú örökös születésével szerette volna dinasztiáját gyarapítani. 1211. augusztus 15-én I. Leó ugyan ifjabb királlyá koronáztatta nagyunokaöccsét, Rupen Rajmund herceget, bátyjának, III. Rupennek, a Hegyek urának az anyai unokáját, ez nem jelentette, hogy akkor még egyetlen lányát vagy reménybeli születendő fiát kizárja a trónutódlásból. Az új házasság termékenynek bizonyult, és Szibilla királyné teherbe esett, azonban 1212-ben vagy 1213-ban egy újabb lánya, Zabel hercegnő született az örmény királynak. Szibilla királyné több gyermeket nem szült, így gyermekének az idősebb leány, Stefánia és a királlyá koronázott fiú unokatestvér, Rupen Rajmud ellenében nem sok esélye maradt a trón elfoglalására.
II. András 1218-as örményországi látogatása változtatott ezen a helyzeten. A magyar király a szentföldi hadjáratáról hazatérőben útban megállt az örmény fővárosban, Sziszben, ahol az örmény király, I. Leó nagy örömmel fogadta, rokonként üdvözölte, és megegyeztek gyermekeik házasságában. Az örmény király a legkisebb lányát, Zabelt II. András legkisebb fiával, András herceggel jegyezte el, és megtette őket az örmény korona örököseinek. Joscelint, Korikosz urát küldte a magyar udvarba követként a házasság megkötésére és a magyar herceg Örményországba küldésére, hogy ott nevelkedjen. A következő évben, 1219. május 2-án azonban meghalt az örmény király, és ebből a házasságból végül nem lett semmi. Ennek ellenére Szibilla lánya akadálytalanul foglalhatta el a trónt apja halála után, és Zabel hercegnőt kiáltották ki Örményország új uralkodójának I. Izabella néven, Szibillát azonban kizárták a régensi hatalomból.
(A következő szöveg korabeli, XIX. század végi helyesírással és nyelvi stílussal íródott, így némileg eltér a mai változattól): „Leo örmény király Antiochiából követséget küldött hozzá, felajánlván leánya, Izabella kezét harmadik fiának, Andrásnak. [...] II. András ezt az ajánlatot elfogadta azzal a feltétellel, hogy András herczeg legyen Leo utóda az örmény trónon. Ez ügyben úgy András, mint Leo 1219-ben a pápához, III. Honoriushoz, fordultak; ez az eljegyzést megerősítette és kikötötte, hogy a herczeg jegyesének keze révén, (még a menyasszony halála esetén is – látszik, hogy a magyar király minden áron csak az örmény trónutódlást czélozta) az örmény trónt örökölje. I. Laskaris Tódor nikeai császár is ígéretet tett Andrásnak arra nézve, hogy rajta lesz, miként a herczeg az örmény trónt elnyerje. Mindazonáltal az Árpád-háznak ez irányu várandóságából épp úgy nem lett semmi, mint Béla-Elek herczeg byzancziéból. Leo ugyanis már 1220-ban meghalt. Brienne János, jeruzsálemi király – Leónak idősebbik leányát kb. 1216 óta birta nőül – alig hogy hirét vette ipja halálának, Örményországba jött, hogy mint neje örökségét annektálja. Mivelhogy azonban az ország nagyjai követelték, hogy János Ptolemaisban tartózkodó nejét Örményországba hozza, elutazni volt kénytelen. Elutaztakor IV. Bohemund antiochiai herczeg (a Poitou-házból) fia megkérte Izabella kezét s azt 1221-ben a királysággal együtt megkapta; [...] Habár Fülöp már 1222-ben meghalt, II. András fiának jogait nem vitathatta, mert Halicsnak második fia, Kálmán számára való megszerzése nagyon igénybe vette.”

## Gyermeke
- Férjétől, I. Leó (1150–1219) örmény királytól, 1 leány:
  - Zabel (1212/13–1252), 1219-től apja örököseként I. Izabella néven Örményország királynője, 1. férje Poitiers Fülöp (1203–1225) antiochiai herceg, iure uxoris örmény király, IV. Bohemond antiochiai uralkodó herceg harmadszülött fia, nem születtek gyermekei, 2. férje I. Hetum (1215–1270) iure uxoris örmény király, 8 gyermek, többek között:
    - Szaven-Pahlavuni Szibilla (1240 körül–1290), férje VI. Bohemond (1237–1275) antiochiai uralkodó herceg, 4 gyermek, többek között:
      - I. Lúcia (1265 körül–1299) címzetes antiochiai uralkodó hercegnő, Tripolisz grófnője, férje II. Narjot de Toucy (1250 körül–1293), Laterza ura, Durazzó főkapitánya, a Szicíliai (Nápolyi) Királyság tengernagya, 1 fiú:
        - Toucy Fülöp (1285 körül–1300)

    - Szaven-Pahlavuni Leó (1236–1289), 1269-től II. Leó néven örmény király, felesége Küra Anna (–1285), IV. Hetum lamproni úr lánya, 14 gyermek a házasságából és 2 természetes leány, többek között:
      - Szaven-Pahlavuni Izabella (1276/77–1323) örmény királyi hercegnő, férje Türoszi Amalrik (1270/72–1310) ciprusi királyi herceg, Türosz ura, Ciprus kormányzója, 6 gyermek, többek között:
        - Lusignan János (1206/07–1243) ciprusi királyi herceg, Örményország régense (ur. 1341–1342), felesége N. N., 1 fiú a házasságából+2 természetes fiú, többek között:
          - (Házasságon kívüli kapcsolatából): Lusignan Leó (1342–1393), V. Leó néven Örményország királya (ur.: 1374–1375), felesége Soissons Margit (1345/50–1379/1381) ciprusi úrnő, 1 leány a házasságából+3 természetes gyermek

### Korabeli forrás
- Neumann, , Karl Friedrich (ford.). Vahram's Chronicle of the Armenian Kingdom in Cilicia, during the time of the Crusades (angol nyelven). London: Oriental Translation Fund (1831). Hozzáférés ideje: 2017. március 3.

### Szakirodalom
- Kurkjian, Vahan M.. A History of Armenia (angol nyelven). New York: Armenian General Benevolent Union (1958). Hozzáférés ideje: 2017. március 3.
- Rüdt-Collenberg, Wipertus Hugo: The Rupenides, Hethumides and Lusignans: The Structure of the Armeno-Cilician Dynasties, Párizs, Klincksieck, 1963
- Rudt de Collenberg, Wipertus Hugo: Les Lusignan de Chypre = EΠETHΡΙΣ 10, Nicosia, 1980
- Wertner Mór. András herczeg,  in: Wertner Mór: Az Árpádok családi története (magyar nyelven), Nagy-Becskerek: Pleitz Ferencz Pál Könyvnyomdája, 452–456. o. (1892). Hozzáférés ideje: 2017. március 3.

### Szépirodalom
- Passuth László: Hétszer vágott mező, Szépirodalmi Könyvkiadó, Budapest, 1970